# Laishi (departamento)
Laishi é um departamento da Argentina, localizado na província de Formosa.